# CSB 4034
Tàu Cảnh sát biển 4034 (CSB 4034) thuộc lớp tàu tuần tra cao tốc TT-400 được đóng tại nhà máy đóng tàu Hồng Hà, tàu có chiều dài 54 m; rộng 9,3 m; lượng giãn nước 400 tấn, có khả năng hoạt động trong điều kiện sóng cấp 10. Thuộc biên chế của Hải đội 302, Vùng 3 Cảnh sát biển Việt Nam, Cảnh sát biển Việt Nam..

## Chỉ huy tàu CSB 4034

### Thuyền trưởng
| STT | Tên             | Thời gian           |
| --- | --------------- | ------------------- |
| 1   | Nguyễn Đăng Đức | năm 2016 - đến 2019 |
| 2   |                 | 2019 đến nay        |

## Trao tặng
Chiều 15 tháng 4 năm 2013 tại Vũng Tàu (Bà Rịa – Vũng Tàu), lãnh đạo Vùng 3 Cảnh sát biển Việt Nam (Cảnh sát biển Việt Nam) đã tổ chức lễ đón nhận Huân chương Chiến công hạng ba do Chủ tịch nước Trương Tấn Sang tặng cho tập thể cán bộ, chiến sĩ tàu tàu CSB 4034 vì đã có thành tích trong việc trấn áp, bắt giữ 11 hải tặc người Indonesia cướp tàu chở dầu Zafirah (quốc tịch Malaysia).